# Campbellsport
Campbellsport è un villaggio dello Stato americano del Wisconsin, situato nella contea di Fond du Lac.